# 塩川渉
塩川 渉（しおかわ わたる、1987年8月20日 - ) は、日本の俳優である。静岡県出身。2016年4月より株式会社GFA所属。2021年に芸能界を引退。現在はTikTokにてライブ配信活動を行っている。

## 人物
- T184cm、B88cm、W72cm、H88cm、S27.5cm、A型[1]
- 中学を卒業後、上京。堀越高等学校卒業。[2]
- 特技は殺陣、野球、水泳
- 趣味はダンス、料理、ゴルフ
- 家族構成は父、母、兄
- 好きな動物はネコ←配信枠主は実は愛猫なのではないか、との噂有り。
- お酒が好きで、ビール、焼酎などを嗜む
- 好きなアニメは『新世紀サイバーフォーミュラ』シリーズ
- 友好関係のある芸能人は上田竜也(KAT-TUN)、五十嵐隼士、南圭介など
- 配信中アライグマやジンジャーマンクッキーに化けることが多々あり、割合からして実体はクッキーだと予想される。時としてチョコチップクッキーと化したりもするが本人的には｢種類はともかくクッキーが本体で構わない」模様。
- ジブリ作品やバイエンスなどを好んで見ることから何かについて思考したり分析、考察することを好むようで、興に乗って話すと激アツディベートを繰り広げることも可能。特に舞台論となると熱が入る。
- 打てば響くツッコミ（ノリツッコミも含む）を入れるスキルを持ち、そのレスポンスの速さもあいまって愛あるいじられキャラを確立。 お悩み相談からほろ酔い雑談までこなし、それぞれに真摯に向き合うためリスナーからの信頼が非常に厚い。一見クールに見られがちだが人情派。サブスクやグッズ作成の要望も上がっているが現状開設には至っていない。  【ex】チキボンわっくん、ボンボンわっくん、ワクチキ
- 尚、現在多忙につきなかなか配信ができない状況にある。

## 主な出演

### 映画
- 「ヒトリマケ〜あなたの借金チャラにします〜」(2008年10月25日公開、監督：四季涼） - カジノディーラー 役
- 「クローズ ZERO II」（2009年4月11日公開、監督：三池崇史） - 鈴蘭1年レギュラー 役
- 「ホットロード」（2014年8月16日公開、監督：三木孝浩） - Nights メンバー、吉田 役
- 「新宿スワン」（2015年5月30日公開、監督：園子温） - ハーレム　スカウトマン 役
- 「進撃の巨人ATTACK ON TITAN（前篇）」（2015年8月1日公開、監督：樋口真嗣）
- 「進撃の巨人ATTACK ON TITANエンド オブ ザ ワールド（後篇）」（2015年9月19日公開、監督：樋口真嗣）
- 「天秤をゆらす。」(2016年12月23日公開、監督・脚本：毛利安孝）- 富士見 役

### テレビドラマ
- 「特命係長 只野仁」(2009年1月・テレビ朝日）- ファッションモデル 役
- 「歌セラ」第1話〜男たち〜（2010年10月） - 神田 役
- 「私のホストちゃん〜しちにんのホスト〜」(2011年10月 - 2012年3月・テレビ朝日） - 早乙女蓮 役
- 「ガールズトーク〜十人のシスターたち〜」(2012年12月・テレビ朝日）- 早乙女蓮 役
- 「甘王の共感スクール」(2013年9月17日&24日・テレビ朝日）- 早乙女蓮 役
- 「ビター・ブラッド〜最悪で最強の親子刑事〜」第4話（2014年5月6日・フジテレビ）- 高校生 役
- 「医療捜査官 財前一二三 5 〜湯けむりに沈む殺意！温泉病院殺人事件〜」（2014年6月6日・フジテレビ）- ホスト 役
- 「問題のあるレストラン」第9話（2015年3月12日・フジテレビ）- レストラン客 役

### テレビ番組
- 「新型学問 はまる!ツボ学」(2011年1月・日本テレビ）
- 「カンブリア宮殿」(2013年1月17日・テレビ東京） - ニジオ 役
- 「チェックタイム」ぶっかけ男子(2013年3月18日&25日・TOKYO MX）
- 「Actors Navi」(2017年8月23日・TOKYO MX)

### 舞台
- オサエロ (2009年7月・Air Studio） - 稲島陽一 役
- 喀血!!銀玉高校応援団〜東京受験戦争編〜 (2009年11月・Air Studio)　- 千葉宏次郎 役
- ボクラノブレス〜リクヲオヨグサカナ〜 (2010年3月・池袋GEKIBA） - ナギ 役
- 第六魔王の最後〜夏目漱石推理帳〜 (2010年7月・Air Studio） -　平井太郎 役
- シンデレラボーイズ〜奇跡のアイドルユニット誕生〜 (2010年10月・新宿シアターブラッツ）
- 銀行強盗前夜〜THE STAGE〜 (2011年2月・Air Studio）- 主演 エリック 役
- イーストサイドストーリー（2011年12月・全労済ホールスペース・ゼロ）
- ミラクル☆トレイン〜大江戸線へようこそ〜2nd approach（2012年4月・全労済ホールスペース・ゼロ） - 本郷三丁目瑛斗 役
- The Door 〜welcome to my home〜（2012年7月・萬劇場） - 野々村満 役
- (株)Dream show（2012年8月・萬劇場） - GI 役
- 朗読劇 極上文學「銀河鉄道の夜」（2012年8月・シアターサンモール） - 車掌 役
- MY WAY〜名もなき戦士の詩〜 (2013年3月・吉祥寺シアター） - 上原レオ 役
- The Tempest テンペスト (2013年6月・池袋シアターグリーンBIG TREE THEATER) - セバスチャン 役
- 眠れぬ町の王子様〜dreams like bubbles of Champagne〜(2013年8月-9月・シアターサンモール) - 花京院斗真 役
- 私のホストちゃん (2013年10月-11月・青山劇場）- 早乙女蓮 役
- 私のホストちゃん〜血闘！福岡中洲編〜 (2014年12月・日本青年館大ホール・森ノ宮ピロティホール）- 早乙女蓮 役
- 私のホストちゃん THE FINAL 〜激突！名古屋栄編〜 (2016年1月-3月・天王洲銀河劇場・ももちパレス 大ホール・森ノ宮ピロティホール・名古屋市芸術創造センター）- 早乙女蓮 役
- 龍狼伝 第二章(2016年4月・シアター1010) - 周瑜 役
- 拝啓、みなさんお元気ですか？(2016年4月-5月・池袋シアターグリーン BIG TREE THEATER) - 主演 田中泰三 役
- TARO URASHIMA (2016年8月・明治座) - シタスギ氏/ヘン鯛 役
- DIABOLIK LOVERS〜re:requiem〜(2016年8月・品川プリンスホテル　クラブex) - リヒター 役
- 鬼切丸伝〜源平鬼絵巻〜(2017年1月・六行会ホール） - 源頼朝 役
- サイレントメビウス (2017年3月-4月・シアターサンモール)　- ガノッサ・マクシミリアン 役
- マーカライト・ブルー Deeper(2017年5月・シアターサンモール)　- ディグニィテェ 役
- ミュージカル ホス探へようこそ ザ・サード(2017年7月・新宿村LIVE) - 黒月 役
- The Stage 神々の悪戯 太陽と冥府の希望（2017年8月・CBGKシブゲキ!!) - W主演 ハデス・アイドネウス 役
- マーカライト・ブルー Crimson(2017年11月・新宿村LIVE) - ディグニィテェ 役
- イケメン革命◆アリスと恋の魔法THE STAGE Episode 黒のエース フェンリル＝ゴッドスピード (2018年1月・銀座博品館劇場) - ランスロット＝キングスレー 役
- マーカライト・ブルー Blessed(2018年4月・CBGKシブゲキ!!) - ディグニィテェ 役
- 忍ノSAGA ～風魔の章～ (2018年8月・CBGKシブゲキ!!) - 豊臣・クリスティ・藍 役
- ツキステ。 第六幕「紅縁(くれないえにし）」（2018年10-11月・品川ステラボール）- 太郎坊（黒天狗の長）役 / 葉月宗 役
- 朗読劇 「少年魔法士」（2018年12月、浜離宮朝日小ホール） - コンビニ木元くん/マレシャル 役
- DYNAMIC CHORD the STAGE (2019年5月・ヒューリックホール東京） - 伊澄久臣 役

### CM
- KDDI カード インターネットCM
- ハタチの献血
- ポンタカードCM〜ホットペッパービューティー編〜(2016年)

### ラジオ
- 塩川渉のwa・milier (2012年11月-12月・インターネットラジオ WALLOP）

### スチール
- サイゾーウーマン イチオシボーイ
- レストラン＆ゲストハウスウエディング
- ロッテリアリブサンド
- 資生堂プロフェッショナル
- トラベルイン

### イベント
- 塩川 渉 Birthdayトークライブ　単独イベント（2012年8月・星陵会館）
- 塩川 渉 バースデーイベント 〜 Wataru's 27th After birthday event 〜 (2014年9月6日・エビス駅前バー）
- 「コレをやらなきゃ夏は終われない！！塩川渉を祝いたい！！の会 略して！コレ夏！祝ったる！ 2016」(2016年9月3日・駿河台下スタジオ）
- 「本日限定開店！！Wata's Kitchen！」(2017年2月18日・Patia　東麻布店）

### その他
- 携帯サイト「ビジュアルボーイ」待受画像、動画、日記など (2013年-)
- 若手俳優応援アプリ「CHEERS for MEN」(2016年5月-2017年5月)

## 作品

### CD
- 「愛をナメんなよ！」club vanilla ＆ 甘王 (2012年3月3日発売・ダイキサウンド)

### DVD
- 「甘王伝説」（2013年8月16日発売)

### 写真集
- 極上文學シリーズ写真集『極上絵巻〜桜銀夢〜』 (2013年5月)